# لیژ
شهر لیژ (به فرانسوی: Liège)، فرانسوی: [ljɛʒ)] () در شهرستان لیژ در استان لیژ در منطقهٔ فدرال والوون در کشور بلژیک واقع شده‌است. دانشگاه معروف لیژ در این شهر واقع است.